# ستيفن كوشلر
ستيفن كوشلر (بالألمانية: Steven Küchler)‏ (مواليد 5 نوفمبر 1975) هو ملاكم ألماني، مثّل بلاده في الألعاب الأولمبية الصيفية 2000.

## روابط خارجية
ستيفن كوشلر على موقع بوكس ريك (الإنجليزية) (registration required)
- ستيفن كوشلر على موقع أوليمبيديا (الإنجليزية)